# Ocularia rotundipennis
Ocularia rotundipennis är en skalbaggsart som beskrevs av Stefan von Breuning 1950. Ocularia rotundipennis ingår i släktet Ocularia och familjen långhorningar.
Artens utbredningsområde är Gabon. Inga underarter finns listade i Catalogue of Life.